# آیوا (لوئیزیانا)
آیوا (به انگلیسی: Iowa) شهری در ایالت لوئیزیانا کشور ایالات متحده آمریکا است که جمعیت آن در سرشماری سال ۲۰۱۰ میلادی، ۲٬۹۹۶ نفر بوده‌است.